# Marius Tabacu
Marius Tabacu (Tóti, 1952. január 13. – Kolozsvár, 2020. október 9.) román műfordító, televíziós filmrendező, zongorista, a kolozsvári Transilvania Filharmónia igazgatója.

## Élete
A Bihar megyei Tótiban született, ahol édesapja körorvosként dolgozott. Tíz hónapos korában a szülei Szilágysomlyóra költöztek. Temesváron a nagyszülőknél nevelkedett, itt járt német nyelvű óvodába, és itt végezte el a Ion Vidu Zenelíceumot 1971-ben. 1975-ben a kolozsvári Gheorghe Dima Zeneakadémián szerzett diplomát zongora szakon, majd a kolozsvári Zenelíceumban volt tanár. Első felesége, Balla Zsófia révén került kapcsolatba Tamás Gáspár Miklóssal, Szőcs Gézával, Orbán Györggyel, Cselényi Lászlóval, és az 1980-as évektől kezdve részt vett az ellenzéki mozgalmakban. 1987-ben kilépett a Román Kommunista Pártból. Írása jelent meg a Kiáltó Szó című szamizdatban. Egyike volt a kevés román értelmiséginek, aki szót emelt Ion Lăncrănjan Cuvînt despre Transilvania című nacionalista műve ellen; kritikája a Szabad Európa Rádióban hangzott el.
1990–1993 között a Román Televízió kolozsvári stúdiójában dolgozott szerkesztőként. A Soros Alapítvány pályázatának nyerteseként Maksay Ágnessel megalapították a VideoPontes televíziós stúdiót, melynek 2007-ig ügyvezetője volt. A stúdió a Román Televízió magyar adása és a Duna Televízió részére készített műsorokat. 2007-től haláláig a kolozsvári Transilvania Filharmónia igazgatója volt.
A kortárs erdélyi magyar irodalom számos művét fordította románra.

## Fordításai
- Lászlóffy Aladár: Dimineaţa universală (1988)
- Székely János: Ce este norocul (A nyugati hadtest, 1990)
- Tamás Gáspár Miklós: Idola tribus (2001)
- Bodor Ádám: Zona Sinistra (Sinistra körzet, 2005)
- Bodor Ádám: Vizita arhiepiscopului (Az érsek látogatása, 2010)
- Bartis Attila: Plimbarea (A séta, 2007)
- Lumea fără mine. Kolozsvári prózaírók antológiája (2010)
- Józsa Márta: Bunicuţa pierdută (Amíg a nagymami megkerül, 2011)
- Bodor Ádám: Mirosul pușcăriei (A börtön szaga, 2011)
- Papp Sándor Zsigmond: Vieţi mărunte (Semmi kis életek, 2012)
- Csiba László: Faceţi-mi autopsia (2013)
- Márton László – Novák Csaba Zoltán: Povara libertăţii (A szabadság terhe, 2015)
- Bánffy Miklós: Trilogia transilvană (Erdélyi történet, 2019)

## Televíziós filmjei
- Címerek golgotája I-II., 1996
- A látó ember, 1998
- Kőbe zárt örökségünk, 2001
- Gyimesi látomások, 2001
- Teleki Téka – 200 év a tudomány szolgálatában, 2002
- Az utolsó maszek, 2007
- Szemmel verés – Egy megfigyelt vallomásai, 2008
- Venczel Árpád
- Sapientia – egy egyetem születése
- Máramaros körzet
- Erdélyi rivalda
- Benkő Samu
- Antal Imre – A csángó művész
- Az anekdoták városa
- A 20. század legszebb magyar versei

## Díjai, kitüntetései
- Bethlen Gábor-díj, 1990
- Füst Milán fordítói ösztöndíj, 1996[4]
- Anonimul filmfesztivál, első díj a legjobb forgatókönyvért (Az alku), 2007
- Az EMKE Gróf Kun Kocsárd-díj, 2017
- A Magyar Érdemrend tisztikeresztje polgári tagozata, 2017
- Erdélyi Magyar Kortárs Kultúráért Díj, 2019[5]
- A Romániai Írók Szövetsége díja a legjobb műfordításért (Trilogia transilvană), 2020[6]